# Liste des évêques et archevêques de Poitiers
Pour un article plus général, voir Archidiocèse de Poitiers.

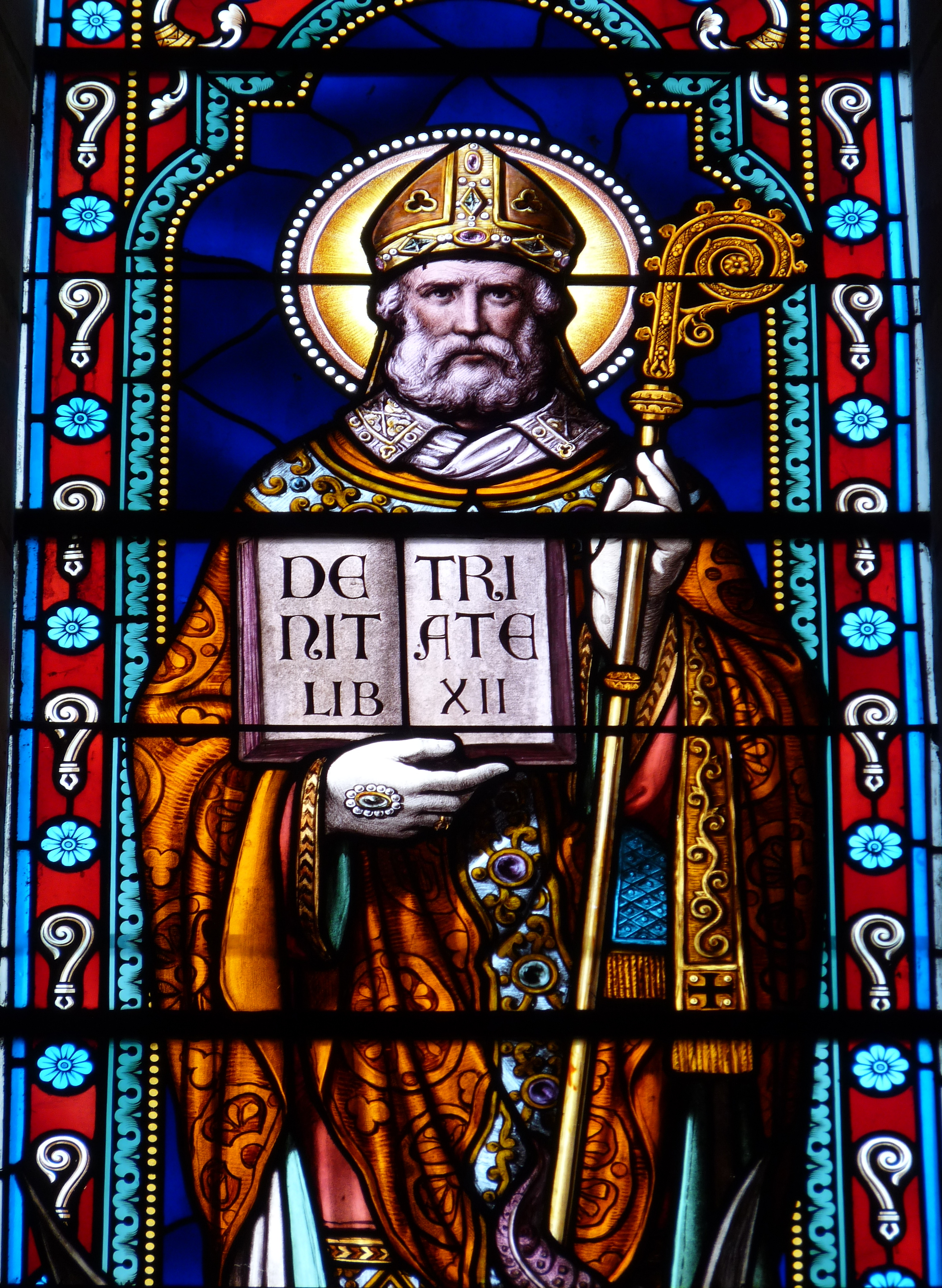
Vitrail représentant saint Hilaire, un des premiers et plus illustres évêques de Poitiers

Cet article présente une liste des évêques et archevêques de Poitiers. 

## Évêques dePoitiers

### Antiquité tardive
Les évêques précédant saint Hilaire relèvent largement de la légende. Seul Agon paraît avéré.
- Saint Agon ;
- v. 350/352-367/368 : Saint Hilaire de Poitiers.

Les évêques dont les noms suivent l'ont tous été entre 367/368 et av. 511 ; cependant ils ne sont connus que par les listes épiscopales ou des cultes qui leur sont rendus, il est donc impossible de préciser les dates de leurs épiscopats respectifs. Cette liste a été établie par Robert Favreau.
- Pascentius ;
- Quintianus ;
- Saint Gelais ou Gelase (Gelasius) ;
- Anthemius ;
- Saint Maixent (?), mort en 515[1].

### Haut Moyen Age

#### VIesiècle
- av. 511-apr. 533 : Adelphe (Adelphius) ;
- 541 : Daniel ;
- av. 555/557-apr. 561 : Pient ;
- apr. 561 : Pescentius ou saint Pascence ;
- av. 573-av. 594 : Marovée ou Mérovée ;
- av. 594 : Platon, évêque ;
- 597 - 601[2] : Saint Venance Fortunat.

#### VIIeetVIIIesiècles
- av. 614 : Caregisilus ;
- av. 614-apr. 616 : Ennoaldus ;
- av. 616-apr. 627 : Jean Ier ;
- ap. 628 : Désiré (de Wisigothie) (?)[3]) ;
- jusque vers 645 : Emmeran[4] ; s’appuyant néanmoins sur un vide entre 675 et 677 dans la liste des évêques de Poitiers conservée dans un catalogue, E. Klebel[5] proposait de placer au cours de ces deux années l’épiscopat d’Emmeran. Certains historiens[6] ont néanmoins mis en doute la fiabilité de la mention de Poitiers par Arbéon de Freising dans sa Vita Haimhrammi ;
- Ansoald[7] ;
- av. 629-apr. 669 : Dido ou Didon ;
- av. 1er juillet 677-apr. 14 mars 687 : Ansoald.

Les évêques dont les noms suivent l'ont tous été entre apr.14 mars 687 et av. 785 ; cependant ils ne sont connus que par les listes épiscopales ou des cultes qui leur sont rendus, il est donc impossible de préciser les dates de leurs épiscopats respectifs. Cette liste a été établie par Robert Favreau.
- Eparchius ;
- Maximinus ;
- Gausbertus ;
- Godo ;
- Magnibertus ;
- Bertaidus ;
- Benoît (Benedictus) ;
- Saint Anthème le Grec (VIIIe siècle) (?)[3]) ;
- av. 785 : Jean II ;
- av. 785 : Bertrand.

#### IXesiècle
- av. 22 août 812-apr. 813 : Séverin ;
- av. 28 mars 813-apr. 830 : Sigibrand ;
- Fridebert (?)[3]) ;
- av. 24 avril 838-apr. 15 août 850 : Ébroïn ;
- av. novembre 860-apr. août 871 : Engenoldus ;
- av. 876 : Frotier Ier ;
- av. 876-900 : Egfroi

### Moyen Âge central et tardif
| Titulaire | Titulaire                                   | Portrait | Armoiries | Début de l'épiscopat | Fin de l'épiscopat | Notes |
| --------- | ------------------------------------------- | -------- | --------- | -------------------- | ------------------ | --- |
|           | Frotier II                                  |          |           | 900                  | ap. 934            | Fondateur du Monsatère de Saint-Cyprien, dans les faubourgs de Poitiers. |
|           | Alboin                                      |          |           | 937                  | ap. 963-964        | Abbé de Nouaillé en parallèle de son épiscopat |
|           | Pierre Ier                                  |          |           | ap. 966-967          | 975                | |
|           | Gilbert ou Giselbert                        |          |           | 975                  | 1022               | De la famille des Isembert, oncle du suivant. |
|           | Isembert Ier                                |          |           | 30 septembre 1023    | ap. 1043           | De la famille des Isembert, neveu du précédent, oncle du suivant. |
|           | Isembert II                                 |          |           | 2 novembre 1047      | av. 1087           | De la famille des Isembert, neveu du précédent |
|           | Pierre II                                   |          |           | 1087                 | 1115               | Met en œuvre la réforme grégorienne et facilite la fondation de l'abbaye de Fontevraud. Excommunie le duc d'Aquitaine Guillaume le Troubadour, qui en punition l'exile à Chauvigny, où il meurt. Vénéré comme saint, fêté le 4 avril. |
|           | Guillaume I (Guillaume Gilbert)             |          |           | 30 juillet 1117      | 1123               | |
|           | Guillaume II (Guillaume Adelelme)           |          |           | v. 1124              | 1140               | |
|           | Grimoard                                    |          |           | 26 janvier 1141      | octobre 1141       | |
|           | Gilbert de la Porée                         |          |           | 1142                 | 1154               | Théologien, philosophe, élève de Bernard de Chartres et d'Anselme de Laon. Participe aux conciles de Sens, Paris et de Reims. A été chancelier de la Cathédrale de Chartres.                                                          |
|           | Chalon                                      |          |           | v. 1155-1157         | 1158               | |
|           | Laurent                                     |          |           | 1er mai 1159         | 1161               | |
|           | Jean III Belles-mains                       |          |           | v. 1162              | fin 1182           | Ami de Thomas Becket, Henri II l'installe comme évêque de Poitiers. Il sera confirmé par le concile de Tours (1163). Est élu archevêque de Lyon en 1182                                                                               |
|           | Guillaume III Tempier                       |          |           | 1184                 | 1197               | Vénéré comme saint, fêté le 29 mars. |
|           | Aymar du Peirat                             |          |           | 1197                 | 1198               | |
|           | Maurice de Blason                           |          |           | 1198                 | 1214               | |
|           | Guillaume IV Prévost                        |          |           | 1214                 | 1224               | |
|           | Philippe Baleos                             |          |           | 1224                 | 1234               | |
|           | Jean IV de Melun                            |          |           | 1234                 | 1257               | Membre de la maison de Melun, chanoine de la cathédrale de Sens avant de devenir évêque de Poitiers |
|           | Hugues de Chateauroux                       |          |           | 1259                 | 1271               | |
|           | Gautier de Bruges                           |          |           | 1279                 | 1306               | Nommé contre sa volonté. Excommunie son suffragant, Bertrand de Got, évêque de Bordeaux. Devenu Clément V, Bertrand destitue Gautier.                                                                                                 |
|           | Arnaud d'Aux de Lescout                     |          |           | 1306                 | 1312               | Proche de Clément V, devient cardinal-évêque d'Avignon en 1312 |
|           | Fort d'Aux                                  |          |           | 1314                 | 1357               | |
|           | Jean V de Lioux                             |          |           | 1357                 | 1362               | |
|           | Aimery de Mons                              |          |           | 1363                 | 1371               | |
|           | Guy de Malesec                              |          |           | 1371                 | 1375               | Neveu des papes Clément VI et Grégoire XI, il est évêque de Lodève avant d'être élu à Poitiers. Il quitte son épiscopat en 1375 après avoir été nommé cardinal-évêque de Sainte-Croix-de-Jérusalem                                    |
|           | Bertrand de Maulmont                        |          |           | 1376                 | 1385               | |
|           | Simon de Cramaud (1er épiscopat)            |          |           | 1385                 | 1391               | Est évêque de Béziers lors de son élection à l'évêché de Poitiers. Devient patriarche latin d'Alexandrie en 1390. |
|           | Louis d'Orléans                             |          |           | 1391                 | 1394               | Frère de Jean II le Bon. |
|           | Ithier de Martreuil                         |          |           | 1395                 | 1403               | Chancelier de Jean de Berry, évêque du Puy avant d'être nommé à Poitiers |
|           | Gérard de Montaigu, dit Le Jeune            |          |           | 1403                 | 1409               | Chancelier de Jean de Berry en 1404, nommé évêque de Paris en 1409 |
|           | Pierre Troussel, dit aussi Pierre Trousseau |          |           | 1409                 | 1413               | |
|           | Simon de Cramaud (2e épiscopat)             |          |           | 1413                 | 1423               | Créé cardinal par Jean XXIII lors du Concile de Rome, est nommé une seconde fois évêque de Poitiers jusqu'à sa mort. |
|           | Louis de Bar                                |          |           | 1423                 | 1423               | |
|           | Hugues de Combarel                          |          |           | 1424                 | 1440/1441          | Évêque lors de la venue et de l'examen de Jeanne d'Arc à Poitiers. |
|           | Guillaume Gouges de Charpaigne              |          |           | 1441                 | 1448               | Neveu de Martin Gouges, évêque de Chartres puis de Clermont. |
|           | Jacques Jouvenel des Ursins                 |          |           | 5 novembre 1449      | 1457               | Précédemment archevêque de Reims. |
|           | Léon Guérinet                               |          |           | 1457                 | 1462               | Devient évêque de Fréjus en 1462 |
|           | Jean VI du Bellay dit Le Jeune              |          |           | 1462                 | 1479               | Précédemment évêque de Fréjus, prend l'épiscopat de Poitiers avec l'implication de René d'Anjou, qu'il échange avec Léon Guérinet |
|           | Guillaume de Clugny                         |          |           | 26 octobre 1479      | 1481               | Maître des requêtes de Charles le Téméraire avant sa nomination |

### Epoque moderne
| Titulaire | Titulaire                                            | Portrait | Armoiries | Début de l'épiscopat | Fin de l'épiscopat | Notes |
| --------- | ---------------------------------------------------- | -------- | --------- | -------------------- | ------------------ | --- |
|           | Pierre III d'Amboise                                 |          |           | 21 novembre 1481     | 1er septembre 1505 | Nommé par Louis XI, conseiller de Charles VIII. Il reconstruit le château de Dissay pour en faire une résidence épiscopale                                                                         |
|           | Jean-François de la Trémoille (car.)                 |          |           | 5 décembre 1505      | 1507               | Nommé administrateur du diocèse en 1505, il est fait cardinal par Jules II en 1506 |
|           | Claude de Husson                                     |          |           | 10 septembre 1507    | 1521               | Neveu du précédent |
|           | Louis de Husson                                      |          |           | 23 août 1521         | 1532               | Neveu du précédent, comte de Tonnerre, se démet en faveur de Gabriel de Gramont. |
|           | Gabriel de Gramont (car.)                            |          |           | 13 janvier 1532      | 1534               | Nommé archevêque de Toulouse en 1533 |
|           | Claude de Longwy (car.)                              |          |           | 29 avril 1534        | 20 janvier 1551    | Il fut en même temps évêque de Langres, d'Amiens et de Périgueux |
|           | Jean d'Amoncourt                                     |          |           | 30 janvier 1551      | 2 août 1559        | |
|           | Charles de Pérusse des Cars                          |          |           | 13 mars 1560         | 1569               | Ne s'installe à Poitiers qu'en 1564 |
|           | Jean du Fay                                          |          |           | 3 mars 1572          | 1577               | Moine bénédictin, renonce à son épiscopat à la suite d'un conflit avec ses chanoines. Devient évêque émérite de Poitiers jusqu'à sa mort en 1578                                                   |
|           | Geoffroy de Saint-Belin                              |          |           | 22 mars 1577         | 21 octobre 1611    | Représenté aux côtés de Henri-Louis Chasteigner de La Roche-Posay sur un tableau de la cathédrale Saint-Pierre                                                                                     |
|           | Henri-Louis Chasteigner de La Roche-Posay            |          |           | 1612                 | 1651               | Gouverneur de Poitiers en 1614 |
|           | Gilbert Clérembault de Palluau                       |          |           | 1658                 | 1680               | |
|           | Hardouin Fortin de La Hoguette                       |          |           | 2 février 1680       | 1685               | Quitte l'épiscopat de Poitiers pour devenir archevêque de Sens |
|           | François-Ignace de Baglion                           |          |           | 26 avril 1686        | 26 janvier 1698    | N'est confirmé qu'en 1693 |
|           | Antoine-Girard de La Bournat                         |          |           | 29 mars 1698         | 8 mars 1702        | |
|           | Jean-Claude de La Poype de Vertrieu                  |          |           | 15 avril 1702        | 3 février 1732     | |
|           | Jérôme-Louis de Foudras de Courcenay                 |          |           | 3 février 1732       | 13 août 1748       | Nommé coadjuteur en 1722 |
|           | Jean-Louis de La Marthonie de Caussade               |          |           | 20 octobre 1748      | 3 février 1759     | Transféré à Meaux en 1779 |
|           | Martial-Louis de Beaupoil de Saint-Aulaire           |          |           | 15 février 1779      | 1791               | Député du clergé aux États Généraux de 1789. Émigre en Allemagne après la constitution civile du clergé.                                                                                           |
|           | René Lecesve (Église constitutionnelle)              |          |           | 27 février 1791      | 22 avril 1791      | Député du clergé aux États Généraux de 1789. Élu premier évêque constitutionnel de la Vienne à la suite de l'émigration du précédent. Meurt d'une crise cardiaque peu de temps après son élection. |
|           | Charles Montault-Désilles (Église constitutionnelle) |          |           | 4 septembre 1791     | 1795               | Vicaire du précédent, il est élu pour le remplacer. Lors du Concordat il est canoniquement nommé évêque mais pour le diocèse d'Angers.                                                             |

### Epoque contemporaine
| Nom                                                        | Portrait | Armoiries | Date de début      | Date de fin       | Notes |
| ---------------------------------------------------------- | -------- | --------- | ------------------ | ----------------- | --- |
| Jean-Baptiste-Luc Bailly                                   |          |           | 30 septembre 1802  | 24 octobre 1804   | Nommé après la signature du Concordat en 1801 |
| Dominique Dufour de Pradt                                  |          |           | 18 décembre 1804   | 27 mars 1809      | Député du clergé aux États Généraux de 1789, puis émigré pendant la Révolution. Aumônier de Napoléon, baron d'Empire, consacré évêque par Pie VII. Quitte l'épiscopat pour devenir archevêque de Malines |
| Sylvestre-Antoine Bragouse de Saint-Sauveur (non confirmé) |          |           | 31 mars 1809       | 1816              | Ancien prêtre réfractaire. Nommé évêque par Napoléon Ier, mais n'est pas confirmé par Pie VII, qui la refuse motu proprio.                                                                               |
| Jean-Baptiste de Bouillé                                   |          |           | 28 octobre 1817    | 14 janvier 1842   | Ancien aumônier de Marie-Antoinette puis émigré pendant la Révolution. |
| Joseph-André Guitton                                       |          |           | 28 juin 1842       | 7 mai 1849        | Décédé lors d'une visite pastorale à Niort |
| Louis-Édouard Pie                                          |          |           | 28 septembre 1849  | 18 mai 1880       | Vicaire général du diocèse de Chartres avant d'être nommé évêque. Élevée à la dignité de cardinalice en 1879, il est une des têtes de file des ultramontains.                                            |
| Jacques-Edmé-Henri-Philadelphe Bellot des Minières         |          |           | 13 décembre 1880   | 15 mars 1888      | Frère d'Alcide Bellot des Minières |
| Augustin-Hubert Juteau                                     |          |           | 23 avril 1889      | 25 novembre 1893  | |
| Henri Pelgé                                                |          |           | 29 janvier 1894    | 31 mai 1911       | |
| Joseph-Marie-Louis Humbrecht                               |          |           | 1er septembre 1911 | 14 septembre 1918 | |
| Olivier de Durfort de Civrac                               |          |           | 3 septembre 1918   | 22 décembre 1932  | Démissionne pour raisons de santé |
| Édouard Mesguen                                            |          |           | 7 décembre 1933    | 4 août 1956       | Construit une maison de retraite pour les prêtres de son diocèse. Il est accompagné par Mgr Vion à partir de 1948.                                                                                       |
| Henri Vion                                                 |          |           | 4 août 1956        | 5 juillet 1975    | Evêque coadjuteur de Poitiers à partir de 1948. |
| Joseph Rozier                                              |          |           | 5 juillet 1975     | 12 juin 1994      | Évêque coadjuteur de Poitiers puis évêque à la mort de Mgr Vion. Voyage en URSS en 1987 et s'oppose à la Guerre du Golfe et au Front National.                                                           |
| Albert Rouet                                               |          | Aucunes   | 12 juin 1994       | 16 décembre 2002  | Evêque coadjuteur à partir de 1993. |

## Archevêques dePoitiers
| Nom            | Portrait | Armoiries | Date de Début    | Date de fin      | Notes |
| -------------- | -------- | --------- | ---------------- | ---------------- | --- |
| Albert Rouet   |          | Aucunes   | 16 décembre 2002 | 12 décembre 2011 | Premier archevêque |
| Pascal Wintzer |          |           | 13 janvier 2012  | 6 août 2024      | Entre décembre 2011 et janvier 2012 le siège est vacant. Pascal Wintzer est administrateur apostolique. Transféré à Sens-Auxerre en 2024. |
| Jérôme Beau    |          |           | 14 janvier 2025  |                  | Entre août 2024 et janvier 2025, le siège est vacant.                                                                                     |

## Autres
Évêques auxiliaires :
- Charles Louis Gay (1877-1881)
- Claude Dagens (1987-1993)
- Pascal Wintzer (2007-2011)

Administrateur apostolique :
- Pascal Wintzer (2011)